# زنغبار (غرمي)
زنغبار (بالإنجليزية: Zangebar, Ardabil)‏ هي منطقة سكنية تقع في أردبيل في إيران. يقدر عدد سكانها بـ 151 نسمة .